# 勒勒伊
勒勒伊（法語：Le Leuy，法語發音：[lə løi]）是法国朗德省的一个市镇，属于达克斯区。

## 地理
勒勒伊（43°49'20"N, 0°39'9"W）面积9.46 平方千米，位于法国新阿基坦大区朗德省，该省份为法国西南部沿海省份，是法國本土面积第二大的省，北起吉倫特省，西临大西洋，南至大西洋比利牛斯省，东临热尔省，东北与洛特-加龍省接壤。
与勒勒伊接壤的市镇（或旧市镇、城区）包括：欧里斯、康帕涅、科纳、拉莫特、梅扬、苏普罗斯。

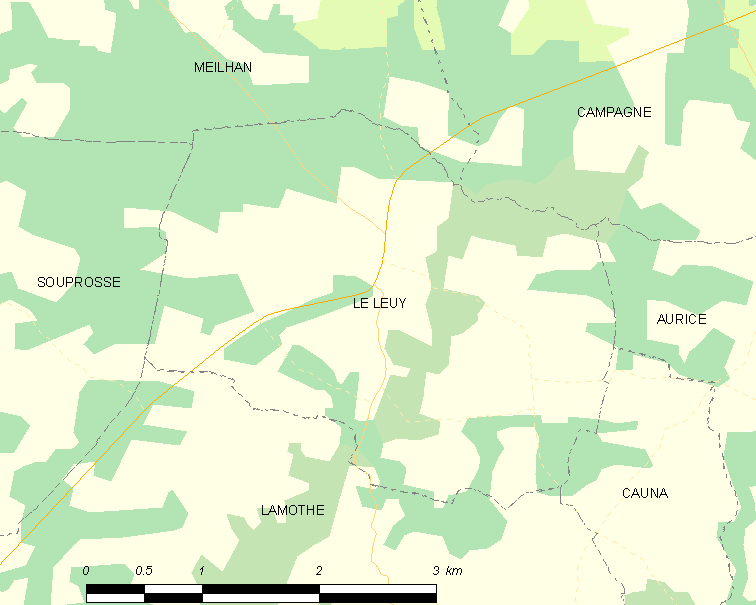
勒勒伊的OSM定位图

勒勒伊的时区为UTC+01:00、UTC+02:00（夏令时）。

## 行政
勒勒伊的邮政编码为40250，INSEE市镇编码为40153。

## 政治
勒勒伊所属的省级选区为莫尔桑克斯-塔尔塔斯地区县。

## 人口

1962-2008年间勒勒伊人口变化图示

勒勒伊于2022年1月1日时的人口数量为228人。